# 1794
1794 (MDCCXCIV) byl rok, který dle gregoriánského kalendáře započal středou.

## Události
- 4. února – Francie zrušila otroctví.
- 24. března
  - Pod vedením generála Tadeusze Kościuszka vypuklo v Polsku povstání proti Prusku a Rusku.
  - V Paříži byl popraven revolucionář Jacques-René Hébert.
- 5. dubna – V Paříži byl popraven Georges Danton.
- 26. června – V bitvě u Fleurus porazila francouzská armáda rakouskou a nizozemskou.
- 27. července – Thermidorský převrat v Paříží – Národní konvent rozhodl o zatčení a následně popravě Maximiliena Robespierra a jeho politických spojenců – v následujících měsících dochází ke konzervativnímu obratu ve Velké francouzské revoluci.
- 31. srpna – Stovky lidí zahynuly při výbuchu prachovny v pařížské části Grenelle.
- 16. listopadu – Kościuszkovo povstání bylo ukončeno kapitulací posledních oddílů před ruským vojevůdcem Alexandrem Vasiljevičem Suvorovem.
- první telegrafní spojení mezi Paříží a Lille o délce 225 km, které zřídil Claude Chappe na mechanickém principu [zdroj?]

### Probíhající události
- 1789–1799 – Velká francouzská revoluce
- 1791–1804 – Haitská revoluce
- 1792–1797 – Válka první koalice
- 1792–1802 – Francouzské revoluční války
- 1793–1794 – Jakobínský teror

## Vědy a umění
- Finský chemik Johan Gadolin objevil chemický prvek yttrium.

## Narození

### Česko
- 02. ledna – Kristián Vincenc z Valdštejna-Vartenberka, šlechtic z rodu Valdštejnů († 24. prosince 1858)
- 06. ledna – Kašpar Mašek, hudební skladatel působící ve Slovinsku († 13. května 1873)
- 07. ledna – Heinrich Wilhelm Schott, česko-rakouský botanik († 5. března 1865)
- 15. ledna – Adalbert Danzer, lázeňský lékař († 16. března 1862)
- 17. února – Karel Bořivoj Presl, lékař a botanik († 2. října 1852)
- 12. března – František Alois Skuherský, lékař a mecenáš († 12. srpna 1864)
- 23. dubna – Josef Šembera, kreslíř a grafik († 8. srpna 1866)
- 25. dubna – Josef Dittrich, biskup a teolog († 5. října 1853)
- 23. května – Ignaz Moscheles, klavírní virtuóz a skladatel († 10. března 1870)
- 30. května – Georg Geissler, rakouský politik z Čech († 3. srpna 1855)
- 06. června – Jan Dobromil Arbeiter, lékárník, podnikatel, mecenáš a vlastenec († 10. února 1870)
- 17. června – Ignác Jan Lhotský, učitel, politik a starosta Hradce Králové († 2. května 1883)
- 27. července – Josef Schützenberger, rakouský politik z Čech († 6. května 1877)
- 04. srpna – Josef Proksch, klavírista, hudební teoretik a skladatel († 20. prosince 1864)
- 12. září – Jan Nepomuk Karel Krakovský z Kolovrat, šlechtic, úředník gubernia, filantrop, vlastenec († 26. června 1872)
- 17. září – Jan Josef Schaffgotsche, rakouský šlechtic působící jako politik na Moravě († 17. ledna 1874)
- 23. září – Eduard Löwe, anglický šachista původem z Prahy († 25. února 1880)
- 30. října – Josef Ringel, malíř († 20. dubna 1856)
- 17. listopadu – Andreas Spunar, fyzik, děkan filozofické fakulty olomoucké univerzity († 16. listopadu 1840)
- 18. listopadu – Jan Winkler, evangelický pastor († 4. ledna 1874)
- neznámé datum
  - Moses Löw-Beer, moravský průmyslník a podnikatel židovského původu († 1851)

### Svět

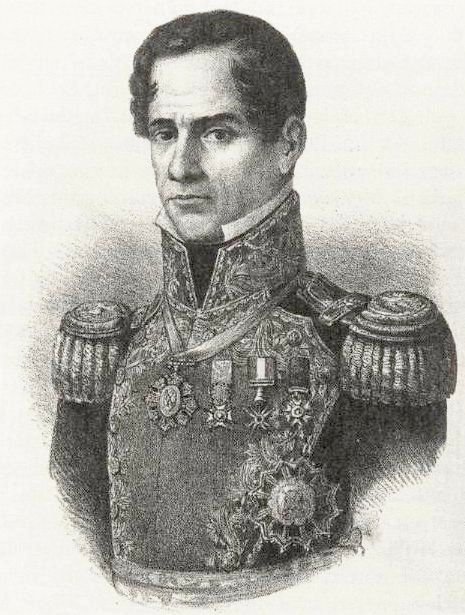
Antonio López de Santa Anna (* 21. února)

- 03. ledna – Augustus d'Este, vnuk britského krále Jiřího III. († 28. prosince 1848)
- 07. ledna – Eilhard Mitscherlich, německý chemik († 28. srpna 1863)
- 25. ledna – François-Vincent Raspail, francouzský chemik, botanik a republikánský politik († 7. ledna 1878)
- 28. ledna – Luisa Sasko-Hildburghausenská, nasavská vévodkyně († 6. dubna 1825)
- 12. února – Alexandr Dmitrijevič Petrov, ruský šachový mistr († 22. dubna 1867)
- 21. února – Antonio López de Santa Anna, mexický generál a prezident († 21. června 1876)
- 24. února – Manuela Kirkpatricková, matka poslední francouzské císařovny Evženie († 22. listopadu 1879)
- 05. března – Benjamin Guy Babington, anglický lékař a epidemiolog († 8. dubna 1866)
- 08. března – Franz Kuefstein, rakouský politik a šlechtic († 3. ledna 1871)
- 10. března
  - František de Paula Španělský, nejmladší syn španělského krále Karla IV. († 13. srpna 1865)
  - Henriette d'Angeville, francouzská průkopnice horolezectví, druhá žena na Mont Blanc († 13. ledna 1871)
- 14. března – Józef Bem, polský generál a národní hrdina († 10. prosince 1850)
- 16. března – Joseph Daniel Böhm, rakouský sochař († 15. srpna 1865)
- 17. března – Thomas Maclear, anglický astronom († 17. července 1879)
- 19. března – Pierre-Médard Diard, francouzský přírodovědec a objevitel († 16. února 1863)
- 20. března – René Lesson, francouzský chirurg, přírodovědec, ornitolog a herpetolog († 28. dubna 1849)
- 26. března – Julius Schnorr von Carolsfeld, německý malíř († 24. května 1872)
- 10. dubna – Matthew Calbraith Perry, americký námořní velitel († 4. března 1858)
- 27. dubna – Achille Richard, francouzský botanik a lékař († 5. října 1852)
- 06. května – Fortunato Pio Castellani, italský zlatník a šperkař († 1. ledna 1865)
- 07. května – Arnošt I. z Hohenlohe-Langenburgu, německý šlechtic († 12. dubna 1860)
- 08. května – Anders Johan Sjögren, finský spisovatel, etnolog a lingvista († 18. dubna 1855)
- 12. května – George Cathcart, britský generál († 5. listopadu 1854)
- 16. května – Ami Boué, rakouský geolog francouzského původu († 21. listopadu 1881)
- 20. května – Karl Julius Perleb, německý přírodovědec († 11. června 1845)
- 24. května – William Whewell, všestranný britský vědec a spisovatel († 6. března 1866)
- 27. května – Cornelius Vanderbilt, americký podnikatel v oblasti dopravy a železničního stavitelství († 4. ledna 1877)
- 07. června – Petr Čaadajev, ruský křesťanský filozof a politický myslitel († 26. dubna 1856)
- 12. června – John Gibson Lockhart, britský literární kritik, životopisec, spisovatel, překladatel a básník († 25. listopadu 1854)
- 18. června – Antonio Sapienza, ruský skladatel a sbormistr († 1855)
- 23. června – Franz Nadorp, německý malíř († 17. září 1876)
- 25. června – Ida Sasko-Meiningenská, německá princezna z rodu Wettinů († 4. dubna 1852)
- 28. června – John Biscoe, britský námořní důstojník († 1843)
- 05. července – Sylvester Graham, americký reformátor v oblasti výživy a propagátor celozrnného chleba († 1851)
- 12. července – John Gibson Lockhart, britský literární kritik, spisovatel a básník († 25. listopadu 1854)
- 09. srpna – Achille Valenciennes, francouzský zoolog, parazitolog a ichtyolog († 13. dubna 1865)
- 10. srpna – Amálie Saská, saská princezna a německá hudební skladatelka († 18. září 1870)
- 15. srpna – Elias Magnus Fries, švédský ekonom, botanik a mykolog († 8. února 1878)
- 19. srpna – August Ludwig von Senarclens-Grancy, německý důstojník a dvorský úředník († 3. října 1871)
- 29. srpna – Léon Cogniet, francouzský malíř († 20. listopadu 1880)
- 30. srpna – Stephen W. Kearny, americký hraničářský důstojník před Občanskou válkou († 31. října 1848)
- 10. září – François Benoist, francouzský varhaník, skladatel a pedagog († 6. května 1878)
- 01. října – Leopold IV. Anhaltský, princ askánský a vévoda Anhaltska († 22. května 1871)
- 05. října – Pietro Marini, italský kardinál († 19. srpna 1863)
- 07. října – Wilhelm Müller, německý básník († 1. října 1827)
- 06. listopadu – Konstantin Thon, ruský architekt německého původu († 6. února 1881)
- 20. listopadu – Eduard Rüppell, německý přírodovědec († 10. prosince 1884)
- 23. listopadu – Isabelle Catherine van Assche, belgická malířka krajinářka († ?)
- 15. prosince – František Leopold Habsbursko-Lotrinský, rakouský arcivévoda a toskánský princ († 18. května 1800)
- 23. prosince – Anton Martius, německý přírodovědec, teolog a cestovatel († 9. března 1876)

## Úmrtí

### Česko
- 26. května – Vavřinec Slavík, duchovní, kanovník v Litoměřicích († 1718 nebo 1719)
- 01. června – Jan Leopold Hay, královéhradecký biskup (* 22. dubna 1735)
- 27. června – Václav Antonín z Kounic-Rietbergu, šlechtic a diplomat (* 2. února 1711)
- 02. července – František Xaver Pokorný, houslista a skladatel (* 20. prosince 1729)
- 27. srpna – Kajetán Vogl, římskokatolický kněz a hudební skladatel (* asi 1750)
- 29. září – František Antonín Nostic-Rieneck, šlechtic, vlastenec a mecenáš (* 17. května 1725)
- neznámé datum
  - Jan Antonín Mareš, hudebník, hornista, violoncellista, konstruktér a vynálezce (* 1719)

### Svět

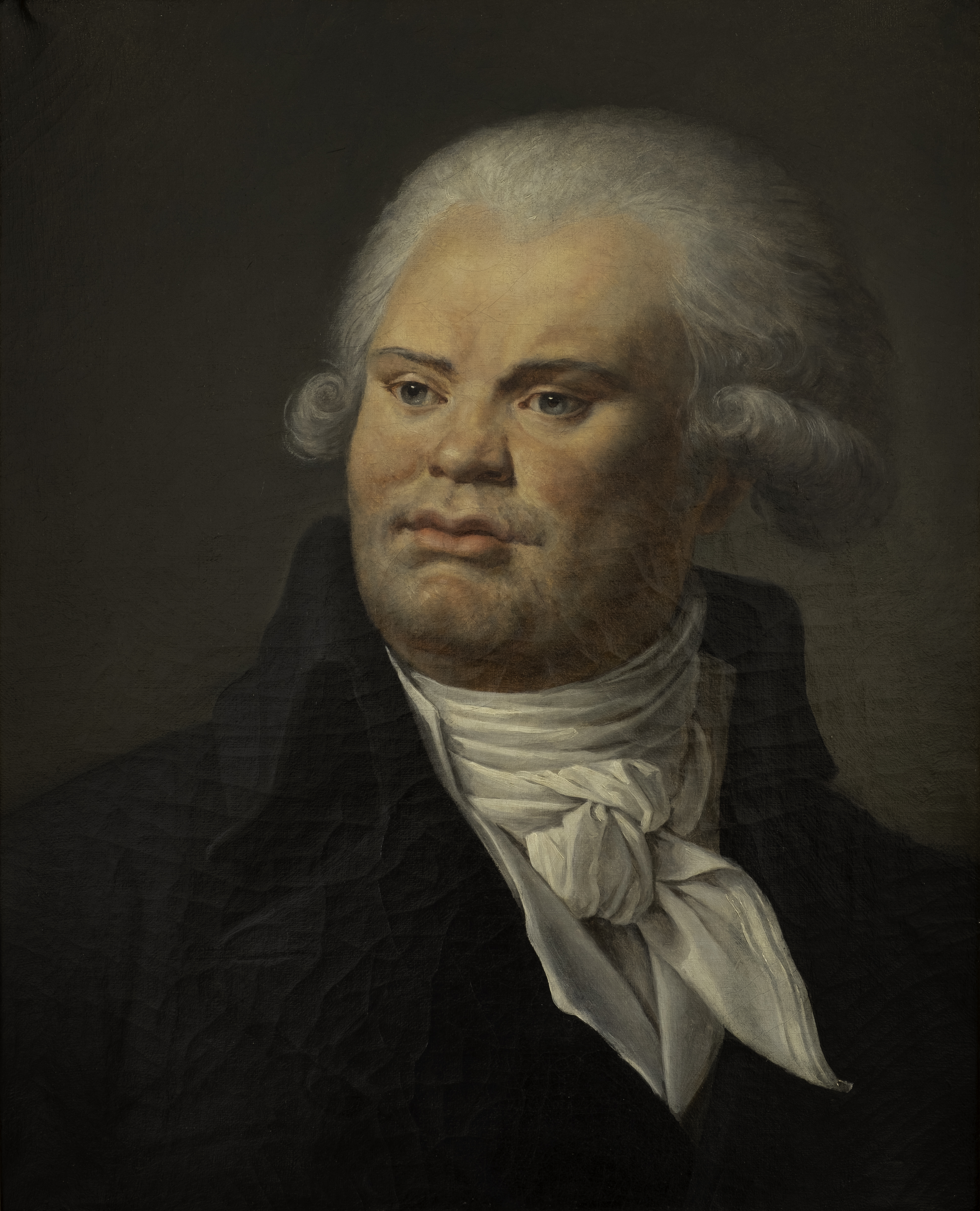
Georges Danton († 5. dubna)

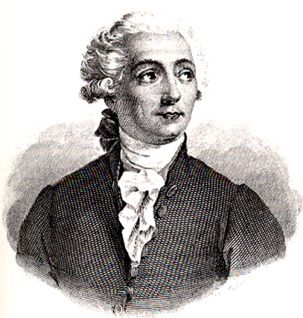
Antoine Lavoisier († 8. května)

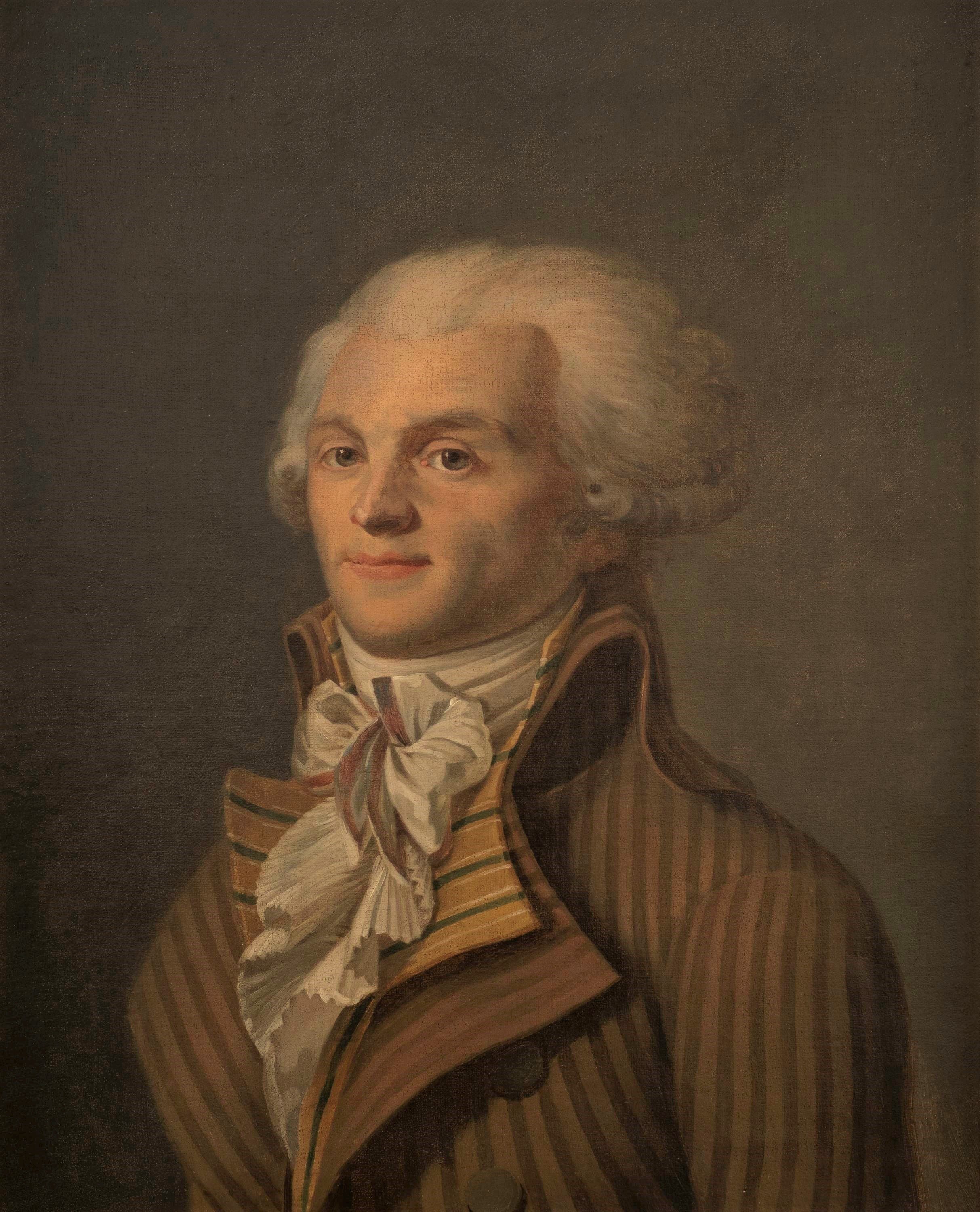
Maximilien Robespierre († 28. července)

- 10. ledna – Georg Forster, německý přírodovědec (* 27. listopadu 1754)
- 16. ledna – Edward Gibbon, britský historik (* 8. května 1737)
- 22. ledna – Antonín I. Esterházy z Galanty, šestý kníže z uherského rodu Esterházy (* 11. dubna 1738)
- 10. února – Jacques Roux, francouzský duchovní a revolucionář (* 21. srpna 1752)
- 12. února – Mahadaji Šinde, maráthský panovník (* 3. prosince 1730)
- 24. března – Jacques-René Hébert, francouzský politik a revolucionář (* 15. listopadu 1757)
- 26. března – Juan Francisco Bodega y Quadra, španělský námořní důstojník a objevitel (* 22. května 1744)
- 28. března – Nicolas de Condorcet, francouzský filozof (* 17. září 1743)
- 05. dubna
  - Georges Danton, jeden z vůdců Francouzské revoluce (* 26. října 1759)
  - Camille Desmoulins, francouzský revolucionář (* 2. března 1760)
  - Junius Frey, francouzský žid konvertující ke katolicismu, popraven gilotinou (* 12. července 1753)
- 10. dubna – Antonio Rinaldi, italský architekt působící u ruských carů (* 1709)
- 13. dubna
  - Jean-Baptiste Gobel, francouzský politik a biskup (* 1. září 1727)
  - Nicolas Chamfort, francouzský spisovatel a revoluční řečník (* 6. dubna 1741)
- 22. dubna – popraven Jacques-Guillaume Thouret, francouzský právník a politik v období Velké francouzské revoluce (* 30. dubna 1746)
- 23. dubna – Guillaume-Chrétien de Lamoignon de Malesherbes, francouzský osvícenský právník, botanik a ministr (* 6. prosince 1721)
- 27. dubna
  - James Bruce, skotský přírodovědec a cestovatel (* 14. prosince 1730)
  - William Jones, anglický právník, indolog, jazykovědec (* 28. září 1746)
- 06. května – Johannes Anton Nagel, rakouský speleolog (* 3. února 1717)
- 08. května – Antoine Lavoisier, francouzský chemik ( * 26. srpna 1743)
- 10. května – Alžběta Filipína Francouzská, francouzská princezna (* 7. května 1764)
- 02. června – Adolf Fridrich IV. Meklenbursko-Střelický, meklenbursko-střelický vévoda (* 5. května 1738)
- 03. června – Dorothy Benticková, vévodkyně z Portlandu, přímá předkyně britské královny Alžběty II. (* 27. srpna 1750)
- 08. června – Gottfried August Bürger, německý básník (* 31. prosince 1747)
- 14. června – Francis Seymour-Conway, 1. markýz z Hertfordu, britský diplomat a šlechtic (* 5. července 1718)
- 18. června
  - Jérôme Pétion de Villeneuve, francouzský revolucionář (* 3. ledna 1756)
  - François-Nicolas Buzot, francouzský politik a právník (* 1. března 1760)
- 19. června
  - Richard Henry Lee, americký státník a jeden z Otců zakladatelů (* 20. ledna 1732)
  - popraven Marguerite-Élie Guadet, francouzský právník a politik v období Velké francouzské revoluce (* 20. července 1758)
- 25. června – Charles Jean Marie Barbaroux, francouzský právník a politik v době Velké francouzské revoluce (* 6. března 1767)
- 27. června – Anna d'Arpajon, francouzská šlechtična (* 4. března 1729)
- 13. července – James Lind, skotský lékař (* 4. října 1716)
- 17. července – Mučednice z Compiègne, řádové sestry karmelu v Compiègne, které za francouzské revoluce zemřely mučednickou smrtí
- 23. července – popraven Alexandre de Beauharnais, francouzský voják a politik (* 28. května 1760)
- 25. července – André Chénier, francouzský básník (* 30. října 1762)
- 26. července – Charles-François de Rouvroy de Saint Simon, francouzský římskokatolický duchovní, popraven na gilotině (* 5. dubna 1727)
- 28. července
  - Georges Couthon, francouzský revoluční politik (* 22. prosince 1755)
  - Maximilien Robespierre, francouzský advokát a poslanec, člen revoluční vlády od roku 1793 (* 6. května 1758)
  - Jean-Baptiste Fleuriot-Lescot, francouzský revolucionář (* 1761)
  - Augustin Robespierre, francouzský revoluční politik (* 21. ledna 1763)
  - Louis de Saint-Just, francouzský revolucionář (* 25. srpna 1767)
- 25. srpna – Florimond Claude, hrabě de Mercy-Argenteau, rakouský diplomat (* 20. dubna 1727)
- 15. září – Abraham Clark, americký politik (* 15. února 1726)
- 20. října – Ján Karlovský, slovenský osvícenský filozof (* 16. února 1721)
- 04. listopadu – Jakub Jasiński, polský politik a generál (* 24. července 1761)
- 9. listopadu – Hryhorij Skovoroda, ukrajinský osvícenský filozof a spisovatel (* 3. prosince 1722)
- 11. listopadu – Pasquale Fago, italský varhaník, hudební skladatel a politik (* 1740)
- 15. listopadu
  - Marie Františka Falcko-Sulzbašská, německá šlechtična (* 15. června 1724)
  - Paisij Veličkovskij, ukrajinský pravoslavný světec (* 21. prosince 1722)
  - John Witherspoon, skotsko-americký presbyteriánský teolog (* 5. února 1723)
- 16. listopadu – Rudolf Erich Raspe, německý spisovatel (* 26. března 1736)
- 28. listopadu – Cesare Beccaria, italský filozof a ekonom (* 15. března 1738)
- 29. listopadu – Žofie Frederika Meklenbursko-Zvěřínská, dánská princezna (* 24. srpna 1758)
- 02. prosince – Johann Leidenfrost, německý lékař a teolog (* 27. listopadu 1715)
- 25. prosince – Harry Paulet, 6. vévoda z Boltonu, britský admirál, politik a šlechtic (* 6. listopadu 1720)
- neznámé datum
  - polovina července – Jérôme Pétion de Villeneuve, francouzský právník a politik v době Velké francouzské revoluce (* 3. ledna 1756)
  - 8. nebo 29. srpna – Anastasij Strumický, severomakedonský pravoslavný křesťan a mučedník (* 1774)
  - Ondřej Lehotský, evangelický kazatel (* 1751)

## Hlavy států
- Francie – Národní konvent (1792–1795)
- Habsburská monarchie – František I. (1792–1806)
- Osmanská říše – Selim III. (1789–1807)
- Polsko – Stanislav II. August Poniatowski (1764–1795)
- Prusko – Fridrich Vilém II. (1786–1797)
- Rusko – Kateřina II. Veliká (1762–1796)
- Španělsko – Karel IV. (1788–1808)
- Švédsko – Gustav IV. (1792–1809)
- USA – George Washington (1789–1797)
- Velká Británie – Jiří III. (1760–1820)
- Papež – Pius VI. (1774–1799)
- Japonsko – Kókaku (1780–1817)